# Mircea Popescu (istoric de artă)
Mircea Popescu (n. 8 aprilie 1920, Tufești, județul Brăila – d. 2004, București) a fost un istoric și critic de artă român, precum și autor de volume de science-fiction.

## Biografia
Fiu de învățător. A urmat Facultatea de litere și filosofie a Universității din București, cu licențe în limba germană, limba engleză și istoria artei obținute în anul 1941, după care face studii de specializare până în anul următor la München. Căsătorit cu o persoană de etnie germană. 
A fost cercetător la Institutul de istoria artei din București (1949-1972), director adjunct al profesorului G. Oprescu, director al institutului (1970-1973), muzeograf la muzeul Toma Stelian și Muzeul de artă al Republicii (1956-1959), cadru universitar la Institutul de arte plastice Nicolae Grigorescu din București (1964-1968) unde ține  cursul de muzeografie, director adjunct la CCES (1972-1979).
A fost în comisiile de atestare a cadrelor din instituțiile muzeale autohtone, a fost redactor la revista Arta plastică, îndeplinit funcția de redactor șef al SCIA. 
Participă la congrese și conferințe internaționale la Paris (1964), (1971), (1973), New York (1965),  precum și la organizarea unor expoziții de artă românească în străinătate în Edinburg, Helsinki, Moscova, Bonn, ș. a.
A colaborat cu securitatea, conform arhivelor existente la C.N.S.A.S.

## Afilieri
UAP România, 1955
AICA , 1965
membru și secretar al Comitetului român pentru ICOM (1963-1975)
Membru al Academiei de științe și politice a RSR. 

## Distincții
- Ordinul Muncii clasa a III-a, 1963
- Ordinul „Steaua Republicii Populare Romîne” clasa a III-a (10 august 1964) „pentru merite deosebite în opera de construire a socialismului, cu prilejul celei de a XX-a aniversări a eliberării patriei”[3]
- Ordinul „Meritul Cultural” clasa a III-a (26 septembrie 1966) „pentru merite deosebite în activitatea literară, artistică și de răspîndire a culturii naționale, cu prilejul Centenarului Academiei Republicii Socialiste România”[4]

## Volume publicate (lucrări de artă)
- Sava	Henția,	București, ESPLA, 1954
- Maeștrii	pciturii românești în Muzeul de artă al RPR (coautor),	ESPLA, 1955
- N.	Grigorescu,	București,	Editura Meridiane,	1961
- Scurtă	istorie a artelor plastice în RPR (coautor), vol.	I și II, Editura Acdemiei, 1958
- Ștefan	Popescu desenator (coautor),	Editura Academiei, 1961
- Ștefan	Luchian, București, Editura Meridiane, 1964
- Dicționar	de artă: forme, tehnici, stiluri artistice (coautor),  București,	Editura Meridiane, 1995-1998
- Știința	literaturii. Istoriografia de artă ,  (coautor), Editura Academiei,	1979

## Volume din domeniul SF
- Enigma	săgeții albastre,	București,	Editura tineretului,	1967
- Dosarul	„Căprioarei aurii”, București, 	Editura Tineretului, 1968
- Olimpionicii,	colecția „povestiri științifico-fantastice”, nr. 339, 	București,
- Dosarul	E.20 în pericol, București,	Editura Albatros,	1971
- Sfărâmătorul	de stânci, București,	Editura Ion	Creangă, 1971
- Secretul	Elizei Dornescu, colecția Sfinx, nr. 23, București,	 Editura Militară,	1975
- Iarba din fata casei,	București, Editura Eminescu, 1980